# Митерфелс
Митерфелс (њем. Mitterfels) град је у њемачкој савезној држави Баварска. Једно је од 37 општинских средишта округа Штраубинг-Боген. Према процјени из 2010. у граду је живјело 2.483 становника. Посједује регионалну шифру (AGS) 9278151.

## Географски и демографски подаци
Митерфелс се налази у савезној држави Баварска у округу Штраубинг-Боген. Град се налази на надморској висини од 407 метара. Површина општине износи 14,2 km². У самом граду је, према процјени из 2010. године, живјело 2.483 становника. Просјечна густина становништва износи 174 становника/km².